# A Ciência de Ficar Rico
A Ciência de Ficar Rico (em inglês: The Science of Getting Rich) é um livro do autor norte-americano Wallace D. Wattles, publicado pela primeira vez em 1910. É frequentemente classificado como parte do movimento que ficou conhecido como Novo Pensamento. A obra ganhou renovado interesse quando a produtora Rhonda Byrne disse que a mesma lhe serviu de inspiração para o seu filme (e subsequente livro) O Segredo, de 2006.
Wallace Wattles assim o apresenta: “Este livro é pragmático, não filosófico; um manual prático, não um tratado sobre teorias. É destinado aos homens e mulheres cuja necessidade mais premente é de dinheiro; que desejam enriquecer primeiro, e filosofar depois. É para aqueles que, até o momento, não encontraram tempo, meios nem oportunidade para aprofundar o estudo da metafísica, mas que querem resultados e estão dispostos a tomar as conclusões da ciência como base de ação, sem entrar em todos os processos pelos quais essas conclusões foram alcançadas.”
A aplicação da metodologia proposta por Wattles pode ser usada para conseguir qualquer coisa na vida, não apenas sucesso financeiro, mas também êxito na carreira, espiritual, em relacionamentos e na saúde.

Nova tradução em português: A Ciência de ficar Rico, tradução André Piattino, Montecristo Editora, 2020  ISBN 9781619651937